# Huibert Jacobus Budding

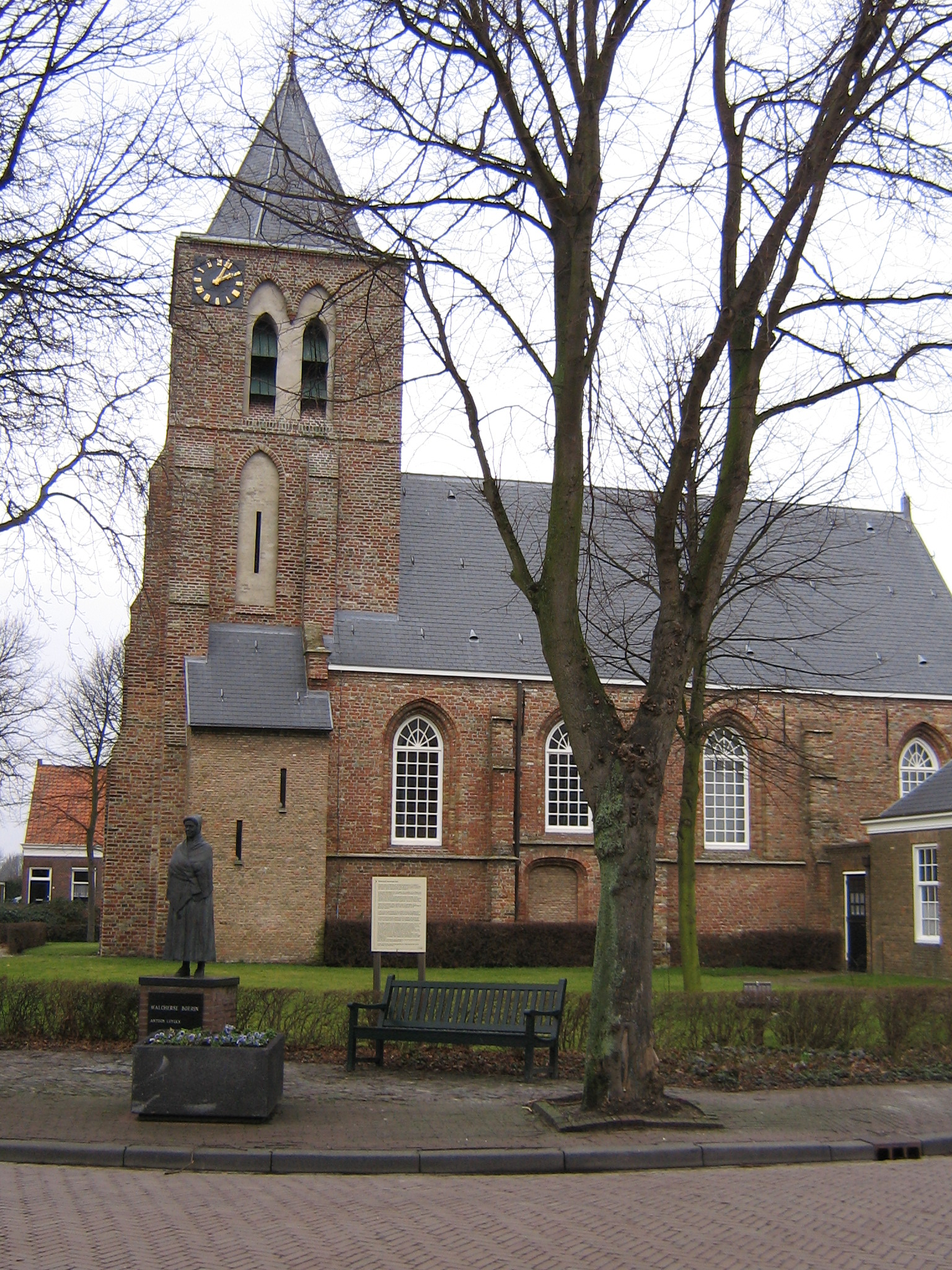
Hervormde kerk van Biggekerke.

Huibert Jacobus Budding (Rhenen, 19 januari 1810 - Goes, 10 november 1870) was een Nederlands predikant. Afkomstig uit de Nederlandse Hervormde Kerk speelde hij een belangrijke rol als organisator van de Afscheiding in Zeeland, het ontstaan van de Gereformeerde Kerken onder het Kruis en de Vrije Evangelische Gemeenten. Zijn opvattingen hadden grote invloed op de bevindelijke stroming in Nederland.

## Biografie

### Hervormd (1810-1836)
Huibert Jacobus Budding was de zoon van Willem Budding en Suzanna Antonia Sandbrink. Hij stamde uit de hogere burgerij. Zijn vader was burgemeester van Rhenen en had een bierbrouwerij. Budding studeerde van 1828 tot 1834 theologie in Utrecht en nam als student deel aan de Tiendaagse Veldtocht om de Belgische Opstand neer te slaan.
Na zijn studie werd hij in 1834, het jaar van de Afscheiding, hervormd predikant te Biggekerke op het eiland Walcheren. Deze gemeente stond als orthodox bekend. Budding was hier de opvolger van Johannes van Rhee, die in 1835 in zijn volgende gemeente Veen zich zou afscheiden van de Nederlandse Hervormde Kerk. Budding volgde in het orthodoxe spoor van zijn voorganger met zijn voorkeur voor de oude schrijvers en zijn afkeer van de Evangelische Gezangen. Deze gezangen bezongen volgens hem meer het gedachtegoed van de Verlichting met de nadruk op deugdzaamheid dan traditionele thema's van de gereformeerde theologie als de zondigheid van de mens en de verlossing alleen door de genade van God. De Psalmberijming van 1773 werd door hem om dezelfde reden veroordeeld en hij gaf de rest van zijn leven de voorkeur aan de oude berijming van Petrus Datheen. Dit viel in goede aarde bij de bevindelijke gelovigen in Zeeland, waar veel verzet was geweest tegen de invoering van de "nieuwe" psalmen, het Psalmenoproer.

### Afgescheiden (1836-1839)
Op 1 april 1836 scheidde ook Budding zich af van de Hervormde Kerk. Gedurende enkele maanden was hij bezig met wat de eerste van vele rondreizen zou worden langs de afgescheiden gemeenten in Nederland. In juli was hij weer terug in Biggekerke, waar zich inmiddels een afgescheiden gemeente had gevormd. Budding was hiervan de eerste predikant. In de maanden hierna organiseerde hij in geheel Zeeland een groot aantal afgescheiden gemeenten (Middelburg, Sint-Jan ten Heere, Goes, Nieuwdorp, Borssele, Heinkenszand, Baarland, Kruiningen, Krabbendijke, Tholen, Oud-Vossemeer, Sint Philipsland, Nieuwerkerk, en Groede). In februari 1837 werd hij de predikant van de gezamenlijke Zeeuwse afgescheiden gemeenten, die inmiddels ruim 1000 leden telden. Vooral onder de bezoekers van de gezelschappen vond de Afscheiding veel aanhang.

### Onder het kruis (1839-1844)
In 1839 raakte Budding in conflict met een groot deel van zijn gemeenten. Aanleiding hiervoor was een geschil dat ook de afgescheiden gemeenten elders in Nederland tot op het bot verdeelde. De overheid beschouwde de Afscheiding als onwettig onder andere vanwege de claim van de afgescheidenen de wettige voortzetting van de hervormde kerk te zijn. Zij trad hard op tegen hun kerkdiensten die "illegale bijeenkomsten" waren, aangezien voor vergaderingen van meer dan 20 personen toestemming van de overheid vereist was. Een groot aantal afgescheidenen werd beboet vanwege het organiseren of bijwonen van kerkdiensten. Met name predikanten en ouderlingen kregen veel hoge boetes en verschillende van hen brachten korte of langere tijd in de gevangenis door. Gewone gemeenteleden kregen te maken met inkwartiering van soldaten. De Utrechtse predikant Hendrik Pieter Scholte, die minder dan anderen hechtte aan de claim de echte opvolger van de gereformeerde kerk te zijn, vroeg in januari 1839 aan de overheid om erkenning als godsdienstige gemeente en deed afstand van de naam "gereformeerd". Veel gemeenten volgden dit voorbeeld. Zij verenigden zich als Christelijke Afgescheiden Gemeenten. Andere gemeenten weigerden echter de naam "gereformeerd" op te geven en de "vrijheid" aan te vragen. Met de Synode van december 1840 te Amsterdam verbraken Budding en Ledeboer formeel hun betrekking tot de Afgescheidenen. Zij verenigden zich in 1844 deels onder de naam Gereformeerde Kerken onder het Kruis. Dit waren met name de meer conservatieve, bevindelijk ingestelde gemeenten. Op hen bleven de beperkende maatregelen van de Nederlandse regering van kracht.
Budding was een van de belangrijkste leiders van de behoudende stroming. Hij had in januari 1839 net zeven maanden (18 juni 1838 - 15 januari 1839) als gegijzelde doorgebracht in de gevangenis in Middelburg, wegens het niet betalen van zijn boetes voor het ongeoorloofd leiden van illegale bijeenkomsten. Omdat de Zeeuwse gemeenten niet eenduidig het aanvragen van de vrijheid en het zingen van de psalmberijming van 1773 afwezen nam Budding op 30 januari 1839 ontslag als predikant. In oktober van dat jaar werd hij beroepen door de Zeeuwse gemeenten die geweigerd hadden de vrijheid aan te vragen. Dit waren met name de kleinere gemeenten in het noorden en oosten van de provincie en de gemeenten in Biggekerke en het nabijgelegen Sint-Jan ten Heere, die een bijzondere persoonlijke band met hem hadden. De grotere stadsgemeenten Middelburg en Goes vroegen wel de vrijheid aan. Door samenvoeging van de gemeenten Heinkenszand en Kapelle ontstond in 1842 ook in Goes een "Buddinggemeente". Deze plaats werd voor de rest van zijn leven Buddings voornaamste verblijfplaats. Hij verbleef hier bij Johannes de Jonge, die nadat hij verteld had tijdens zware ziekte een visioen te hebben gehad bekendstond als "de hemelse bakker".

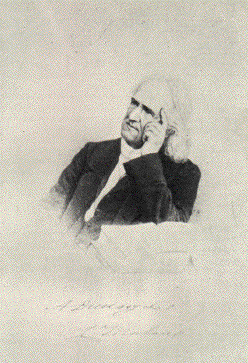
César Malan (1787-1864).

Hoewel volgens de literatuur de vervolging van de afgescheidenen verminderde na de troonsafstand van koning Willem I in 1840, merkten Budding en zijn gemeenteleden daar weinig van. In 1842 zat Budding net als zijn ouderling Johannes de Jonge wegens niet betaalde boetes voor het houden van kerkdiensten vier en een halve maand als gegijzelde in de gevangenis van Middelburg. Omdat Budding vasthield aan het traditionele ambtsgewaad van de predikant met driekante steek, bef en kuitbroek hadden de bijeenkomsten duidelijk een officieel karakter. De gevangenschap weerhield Budding er niet van om door te gaan met preken en De Jonge niet om zijn schuur daarvoor ter beschikking te blijven stellen. In december 1842 en januari 1843 werd Budding bij verschillende zittingen van de rechtbank veroordeeld tot 18.600 gulden aan boetes veroordeeld en De Jonge tot 25.600 gulden, in die tijd astronomische bedragen. De Jonge kreeg meer boetes dan Budding, aangezien hij ook anderen dan Budding in zijn schuur had laten voorgaan, onder wie Ledeboer. In maart 1843 werden beiden opnieuw gevangengezet, De Jonge in Middelburg en Budding in Nijmegen, waar hij op dat moment was. Het isolement viel hun zwaar. Onder invloed van een bezoek van de Zwitserse Reveilman César Malan vroeg Budding uiteindelijk toch de vrijheid aan. Hierna werd hij op 31 maart 1844, na een jaar gevangenschap, vrijgelaten. Bij de Gereformeerde Kerken onder het Kruis die in dat jaar ontstonden heeft hij zich dan ook niet meer aangesloten. De Jonge volgde deze stap niet, maar werd desondanks na een verzoekschrift van zijn vrouw aan koning Willem II op 20 september 1844 ook vrijgelaten.

### Opnieuw afgescheiden (1844-1851)
Budding werd na zijn ontslag uit de gevangenis meteen als predikant beroepen door de afgescheiden gemeente van Groningen en hij nam dit beroep aan. Hij had moeite om zich in het keurslijf van een gemeentepredikant te voegen en er waren klachten over zijn vele afwezigheid. In 1848 vertrok hij tijdens een emigratiegolf naar de Verenigde Staten met 70 medestanders die deels op zijn kosten reisden. Hij werd in Amerika niet opnieuw gemeentepredikant, omdat hij geestelijk geen aansluiting vond bij de emigranten, die hij als oppervlakkig beschouwde. Budding werd boer, maar ontvluchtte in 1851 zijn boerderij en Amerika toen de weduwe met wie hij samenwerkte aandrong op een huwelijk. Hij verbleef enkele maanden in Gorinchem, maar in november ging hij naar zijn oude gemeente in Goes en verliet daarmee de Christelijke Afgescheiden Gemeenten.

### Vrije gemeente (1851-1870)

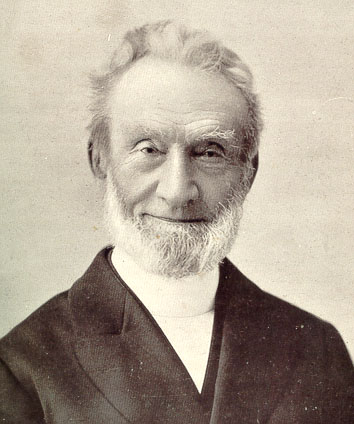
George Müller (1805-1898).

Op 24 februari 1852 werd Budding officieel predikant van de vrije gemeente in Goes. Deze kwam daardoor min of meer alleen te staan. Tijdens Buddings afwezigheid waren de gemeenten die geweigerd hadden de vrijheid aan te vragen onder de invloed van de predikant Ledeboer gekomen. Deze legde meer dan Budding deed de nadruk op het kennen en beleven van de eigen zondigheid voordat men tot bekering kon komen. Dit verschil in geloofsbeleving leidde tot een breuk, die in de jaren daarna verdiept werd doordat Budding steeds meer afstand nam van de traditionele gereformeerde theologie.
In 1858 bracht Budding een bezoek aan Engeland en raakte daar onder de indruk van het werk en de spiritualiteit van de darbist George Müller in Bristol, waar deze evangelist een weeshuis voor duizenden ouderloze kinderen had gesticht. Dit leidde tot de instelling van een christelijke school die verbonden was aan zijn Goese gemeente. Hij liet de psalmen van Datheen ritmisch zingen in plaats van op hele noten en voerde een wekelijkse viering van het avondmaal in, terwijl dit sacrament daarvoor slechts viermaal per jaar werd bediend.
Ingrijpender dan de wijziging in stijl van de kerkdiensten was een verandering in zijn theologie. In 1860 kwam Budding tot de conclusie dat hij in zijn prediking te weinig nadruk had gelegd op de kracht van de verlossing door Christus in tegenstelling tot de noodzaak van zondebesef. Daarnaast keerde hij zich tegen de leer van de uitverkiezing en beklemtoonde hij dat geloven iets is dat de mens zelf moet doen. Ook ontkende Budding dat Jezus God was, wat hem er echter niet van weerhield om te blijven bidden tot Hem. Met name de laatste twee standpunten riepen veel weerstand op, omdat zijn gereformeerde tegenstanders hierin een herleving zagen van de opvattingen van Arius, Pelagius, de socinianen en de remonstranten, die door de oude kerk en de Dordtse Synode van 1618-'19 als ketters waren veroordeeld. Een deel van de leden verliet dan ook zijn gemeente. In 1870 overleed Budding. Zijn gemeente had inmiddels contact gekregen met een zendingsgemeente in Middelburg en zou zich in 1896 aansluiten bij de Bond van Vrije Evangelische Gemeenten.

## Opvattingen
Buddings theologie had tot 1860 een zeer traditioneel gereformeerd karakter met veel nadruk op de uitverkiezing en Gods voorzienigheid. Hij oriënteerde zich vooral op de oude schrijvers uit de zeventiende en achttiende eeuw, die veel aandacht hadden voor de verdorvenheid van de mens, het innerlijk doorleven van het geloof en een puriteinse levenswandel voorstonden. Vanwege het geloof in de voorzienigheid was Budding tegen inenten, verzekeren en het remplaçantenstelsel, dat het tot 1898 mogelijk maakte om wanneer men voor de militaire dienstplicht was ingeloot, deze door een vervanger te laten verrichten. Met al deze middelen onttrok de mens zich aan ziekte of rampen die God niet zonder reden hem liet overkomen. Net als de psalmberijming van Datheen en het oude ambtsgewaad van de predikant zouden deze opvattingen deel uit gaan maken van de collectieve identiteit van de bevindelijken, met name in Zeeland.

## Karakter
Budding was een charismatische persoonlijkheid aan wie paranormale begaafdheid werd toegeschreven. Met name over zijn vermogen om mensen in te schatten deden veel verhalen de ronde. Hij was zeer impulsief en kende grote hoogten en diepe dalen. Soms was hij weken niet in staat om te preken en liet dan zelfs zwarte kleden over de preekstoel hangen als teken van rouw. Zijn compromisloze instelling bracht hem in veel conflicten, hoewel hij in de persoonlijke omgang als vriendelijk bekendstond. Budding had veel aandacht voor de gewone man, wat bijdroeg tot zijn grote populariteit in bevindelijke kring. Hoewel van gegoede komaf leefde hij sober en gaf veel weg, ook wel ten koste van zijn eigen gemeenteleden.
- Biografisch Portaal: 98657646
- International Standard Name Identifier: 0000 0000 4671 5176
- Library of Congress Control Number: n99281069
- Nederlandse Thesaurus van Auteursnamen: 074469371
- Virtual International Authority File: 48564159
- WorldCat: E39PBJymw6tWjp4Vb7GQ9V86Kd